# PayPal Park

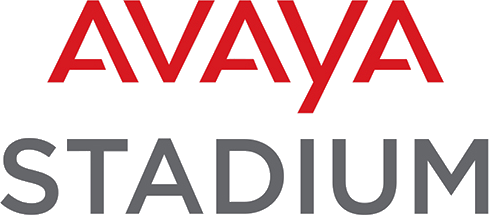
Voormalig logo onder de vorige naam

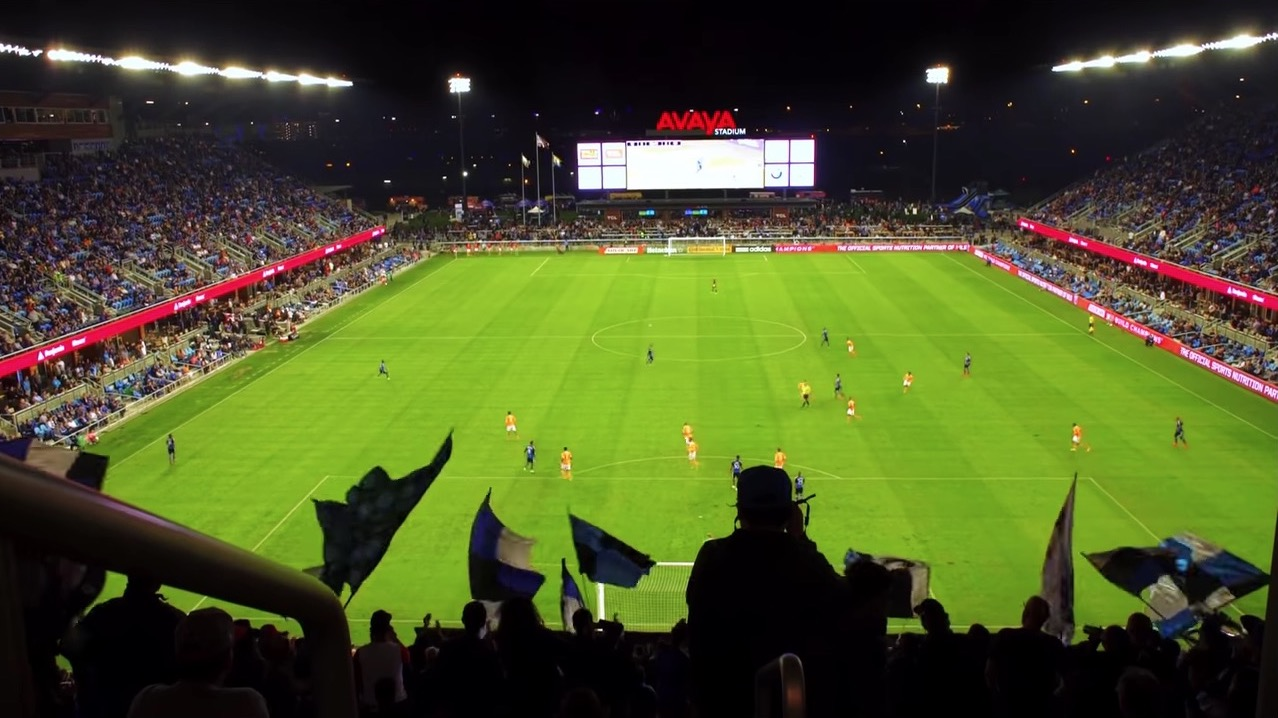
Het stadion tijdens een wedstrijd

Het PayPal Park (voorheen Avaya Stadium en Earthquakes Stadium) is een voetbalstadion in de Amerikaanse stad San Jose (Californië). Het stadion uit 2015 is eigendom van en wordt bespeeld door de San Jose Earthquakes. Er kunnen ook rugbymatches gespeeld worden. Het stadion biedt plaats aan 18.000 toeschouwers. Het ligt direct ten westen van San Jose International Airport, een luchthaven die zelf op het grondgebied van San Jose ligt, slechts zes kilometer van Downtown.
Het bouwwerk is een ontwerp van het architectenbureau HOK. Het stadion maakt deel uit van een gemengde woon-, winkel-, R&D- en hotelontwikkeling. Het stadion beschikt over een dak met luifel. De bouw liep enige vertraging op en de eerste geplande afwerkingsdatum van zomer 2014 werd met een dik half jaar overschreden. Hierdoor speelde het team nog een half seizoen langer op de vorige thuisbasis, het een kilometer westelijker gelegen Buck Shaw Stadium. Het stadion werd ingehuldigd op 27 februari 2015 onder de toenmalige naam Avaya Stadium.
De stoelen zijn geplaatst op de steilste tribune van de Major League Soccer voor een beter zicht. Het zitpatroon bestaat uit drie verschillende blauwtinten en een paar rode stoelen om de NASL-geschiedenis van de oorspronkelijke club te eren. Bovendien bevat het patroon het bericht "Go EQ" geschreven in binair getal.
Daarnaast is in het stadion achter het noordoostelijke doel de grootste buitenbar van Noord-Amerika, een 0,81 hectare grote fanzone met een dubbelzijdig videoscorebord. De business suites en clubstoelen bevinden zich op veldniveau.
Het stadion werd privé gebouwd zonder publieke financiering door de stad San Jose. Bovendien heeft Lewis Wolff, clubeigenaar van de San Jose Earthquakes, zich garant gesteld het onderhoud van het stadion voor een periode van 55 jaar te financieren. Veldsponsor is het plaatselijk technologiebedrijf Avaya, met hoofdkantoor in de aangrenzende gemeente en stad Santa Clara. Door het dreigend faillissement van Avaya, zocht het team een nieuwe veldsponsor voor het seizoen 2019. Uiteindelijk verloor Avaya het naamgeversrecht in 2020, waardoor het stadion een seizoen de naam Earthquakes Stadium droeg. In 2021 werd er met de betaaldienst PayPal een nieuwe sponsor gevonden; het stadion werd omgedoopt tot PayPal Park.

## Wedstrijden
De eerste match in het stadion was een vriendschappelijk treffen tegen Los Angeles Galaxy op 28 februari 2015 een week voor de start van het seizoen 2015 van de MLS. De San Jose Earthquakes wonnen de inauguratiematch met 3-2. De allereerste goal in het stadion was een owngoal van LA Galaxy speler Omar Gonzalez. In de aanloop naar het Wereldkampioenschap voetbal vrouwen 2015 speelde het Amerikaans voetbalelftal op 10 mei 2015 een oefenwedstrijd tegen het Iers vrouwenvoetbalelftal. Op 10 november 2016 speelden ze in het Avaya Stadium een andere oefenwedstrijd, tegen het Roemeens vrouwenvoetbalelftal. De Amerikaanse ploeg won er twee maal met respectievelijk 3-0 en 8-1. Het Voetbalelftal van de Verenigde Staten speelde in de aanloop naar het Wereldkampioenschap voetbal 2018 in de vijfde ronde van de CONCACAF kwalificatie op 24 maart 2017 een wedstrijd tegen het Hondurees voetbalelftal. Ondanks de 6-0 winst in deze match werd de VS in die ronde toch uitgeschakeld. In de eerste kwartfinale
van de Amerikaanse voetbalbeker 2017 troffen de San Jose Earthquakes er LA Galaxy. De 3-2 winst leverde toegang tot de halve finale waar ze na strafschoppen verloren van en bij Sporting Kansas City, de uiteindelijke kampioenen dat jaar van de Lamar Hunt US Open Cup.
Allianz Field (Minnesota United FC) ·
America First Field (Real Salt Lake) ·
Audi Field (DC United) ·
Bank of America Stadium (Charlotte FC) ·
BC Place Stadium (Vancouver Whitecaps FC) ·
BMO Field (Toronto FC) ·
BMO Stadium (Los Angeles FC) ·
Chase Stadium (Inter Miami CF) ·
Children's Mercy Park (Sporting Kansas City) ·
Dick's Sporting Goods Park (Colorado Rapids) ·
Dignity Health Sports Park (Los Angeles Galaxy) ·
Energizer Park (St. Louis City SC) ·
Geodis Park (Nashville SC) ·
Gillette Stadium (New England Revolution) ·
Inter&Co Stadium (Orlando City SC) ·
Lower.com Field (Columbus Crew) ·
Lumen Field (Sounders) ·
Mercedes-Benz Stadium (Atlanta United FC) ·
PayPal Park (San Jose Earthquakes) ·
Providence Park (Portland Timbers) ·
Q2 Stadium (Austin FC) ·
Red Bull Arena (New York Red Bulls) ·
Saputo Stadium (CF Montréal) ·
Shell Energy Stadium (Houston Dynamo FC) ·
Snapdragon Stadium (San Diego FC) ·
Soldier Field (Chicago Fire FC) ·
Subaru Park (Philadelphia Union) ·
Toyota Stadium (FC Dallas) ·
TQL Stadium (FC Cincinnati) ·
Yankee Stadium (New York City FC)
Voormalige stadions:
Buck Shaw Stadium (San Jose Earthquakes) ·
CommunityAmerica Ballpark (Kansas City Wizards) ·
Cotton Bowl (Dallas Burn) ·
Giants Stadium (MetroStars/New York Red Bulls) ·
Historic Crew Stadium (Columbus Crew SC) ·
Lockhart Stadium (Miami Fusion FC) ·
Nissan Stadium (Nashville SC) ·
Nippert Stadium (FC Cincinnati) ·
Raymond James Stadium (Tampa Bay Mutiny) ·
Robertson Stadium (Houston Dynamo FC)
Voormalige stadions:
Atlanta Silverbacks Park (Atlanta Silverbacks) ·
Carroll Stadium (Indy Eleven) ·
Clarke Stadium (FC Edmonton) ·
CommunityFirst Park (Jacksonville Armada) ·
James M. Shuart Stadium (New York Cosmos) ·
Estadio Juan Ramón Loubriel (Puerto Rico Islanders)
Lockhart Stadium (Fort Lauderdale Strikers) ·
National Sports Center (Minnesota United) ·
Progress Energy Park (Tampa Bay Rowdies) ·
TD Place Stadium (Ottawa Fury) ·
Toyota Field (San Antonio Scorpions) ·
WakeMed Soccer Park (North Carolina)
Al Lang Stadium (Tampa Bay Rowdies) ·
American Legion Memorial Stadium (Charlotte Independence) ·
AutoZone Park (Memphis 901 FC) ·
Bold Stadium (Austin Bold FC) ·
Carroll Stadium (Indy Eleven) ·
Cashman Field (Las Vegas Lights FC) ·
Children's Mercy Park (Sporting Kansas City II) ·
Championship Soccer Stadium (Orange County SC) ·
Cheney Stadium (Tacoma Defiance) ·
Dillon Stadium (Hartford Athletic) ·
Dignity Health Sports Park Track and Field Stadium (LA Galaxy II) ·
Fifth Third Bank Stadium (Atlanta United 2) ·
H-E-B Park (Rio Grande Valley FC) ·
Heart Health Park (Sacramento Republic) ·
Highmark Stadium (Pittsburgh Riverhounds) ·
Laney College Football Stadium (Oakland Roots SC) ·
Lynn Family Stadium (Louisville City FC) ·
MSU Soccer Park (New York Red Bulls II) ·
ONEOK Field (FC Tulsa) ·
Patriots Point Soccer Complex (Charleston Battery) ·
Protective Stadium (Birmingham Legion FC) ·
Riccardo Silva Stadium (Miami FC) ·
Rio Grande Credit Union Field (New Mexico United) ·
Segra Field (Loudoun United FC) ·
Southwest University Park (El Paso Locomotive FC) ·
Taft Stadium (Oklahoma City Energy) ·
Torero Stadium (San Diego Loyal SC) ·
WakeMed Soccer Park (North Carolina FC) ·
Weidner Field (Colorado Springs Switchbacks) · 
Wild Horse Pass Stadium (Phoenix Rising) ·
Zions Bank Stadium (Real Monarchs)
Voormalige stadions:
Anteater Stadium (Orange County Blues) ·
Aguada Stadium (Puerto Rico United) ·
Audi Field (Loudoun United FC) ·
BBVA Field (Birmingham Legion FC) ·
Belson Stadium (FC New York) ·
Casino Arizona Field (Phoenix Rising) ·
Chartiers Valley High School (Pittsburgh Riverhounds) ·
City Stadium (Richmond Kickers) ·
Coolray Field (Atlanta United 2) ·
Goodman Stadium (Bethlehem Steel FC) ·
Greater Nevada Field (Reno 1868 FC) ·
Hillsboro Stadium (Portland Timbers 2) ·
House Park (Austin Aztex) ·
MVS Stadium (Dayton Dutch Lions) ·
Camping World Stadium (Orlando City) ·
Legion Stadium (Wilmington Hammerheads) ·
Louisville Slugger Field (Louisville City FC) ·
Lucas Oil Stadium (Indy Eleven) ·
MUSC Health Stadium (Charleston Battery) ·
Ontario Soccer Centre (Toronto FC II) ·
Providence Park (Portland Timbers 2) ·
Red Bull Arena (New York Red Bulls II) ·
Restart Field (Charlotte Eagles) ·
Rio Tinto Stadium (Real Monarchs) ·
Sahlen's Stadium (Rochester Rhinos) ·
Scottsdale Stadium (Arizona United) ·
Saputo Stadium (FC Montréal) ·
Sevilla FC Stadium (Sevilla Puerto Rico) ·
Estadio Sixto Escobar (River Plate Puerto Rico) ·
Skyline Sports Complex (Harrisburg City Islanders/Penn FC) ·
SVR Stadium (Antigua Barracuda) ·
Sportsplex at Matthews (Charlotte Independence) ·
Starfire Sports Complex (Seattle Sounders FC 2) ·
Switchbacks Training Stadium (Colorado Springs Switchbacks) ·
Subaru Park (Philadelphia Union II) ·
TD Place Stadium (Ottawa Fury FC) ·
Titan Stadium (Los Angeles Blues)
Thunderbird Stadium (Whitecaps FC 2)
West Community Stadium (Saint Louis FC) ·
America First Field (Utah Royals FC) ·
Audi Field (Washington Spirit) ·
BMO Stadium (Angel City FC) ·
CPKC Stadium (Kansas City Current) ·
Inter&Co Stadium (Orlando Pride) ·
Lumen Field (Seattle Reign FC) ·
Lynn Family Stadium (Racing Louisville FC) ·
PayPal Park (Bay FC) ·
Providence Park (Portland Thorns FC) ·
Red Bull Arena (NJ/NY Gotham FC) ·
SeatGeek Stadium (Chicago Red Stars) ·
Shell Energy Stadium (Houston Dash) ·
Snapdragon Stadium (San Diego Wave FC) ·
WakeMed Soccer Park (North Carolina Courage)
Voormalige stadions:
Camping World Stadium (Orlando Pride) ·
Cheney Stadium (OL Reign) ·
Children's Mercy Park (Kansas City Current) ·
Dilboy Stadium (Boston Breakers) ·
Durwood Soccer Stadium (FC Kansas City) ·
Harvard Stadium (Boston Breakers) ·
Jordan Field (Boston Breakers) ·
Legends Field (Kansas City) ·
Maryland SoccerPlex (Washington Spirit) ·
Memorial Stadium (Seattle Reign FC/Reign FC) ·
Sahlen's Stadium (Western New York Flash) ·
Segra Field (Washington Spirit) ·
Shawnee Mission District Stadium (FC Kansas City) ·
Sports Complex at Benedictine University (Chicago Red Stars) ·
Starfire Sports Complex (Seattle Reign FC) ·
Swope Soccer Village (FC Kansas City) ·
Torero Stadium (San Diego Wave FC) ·
Yurcak Field (Sky Blue FC) ·
Zions Bank Stadium (NWSL Challenge Cup 2020)